# Longjumeau-i béke

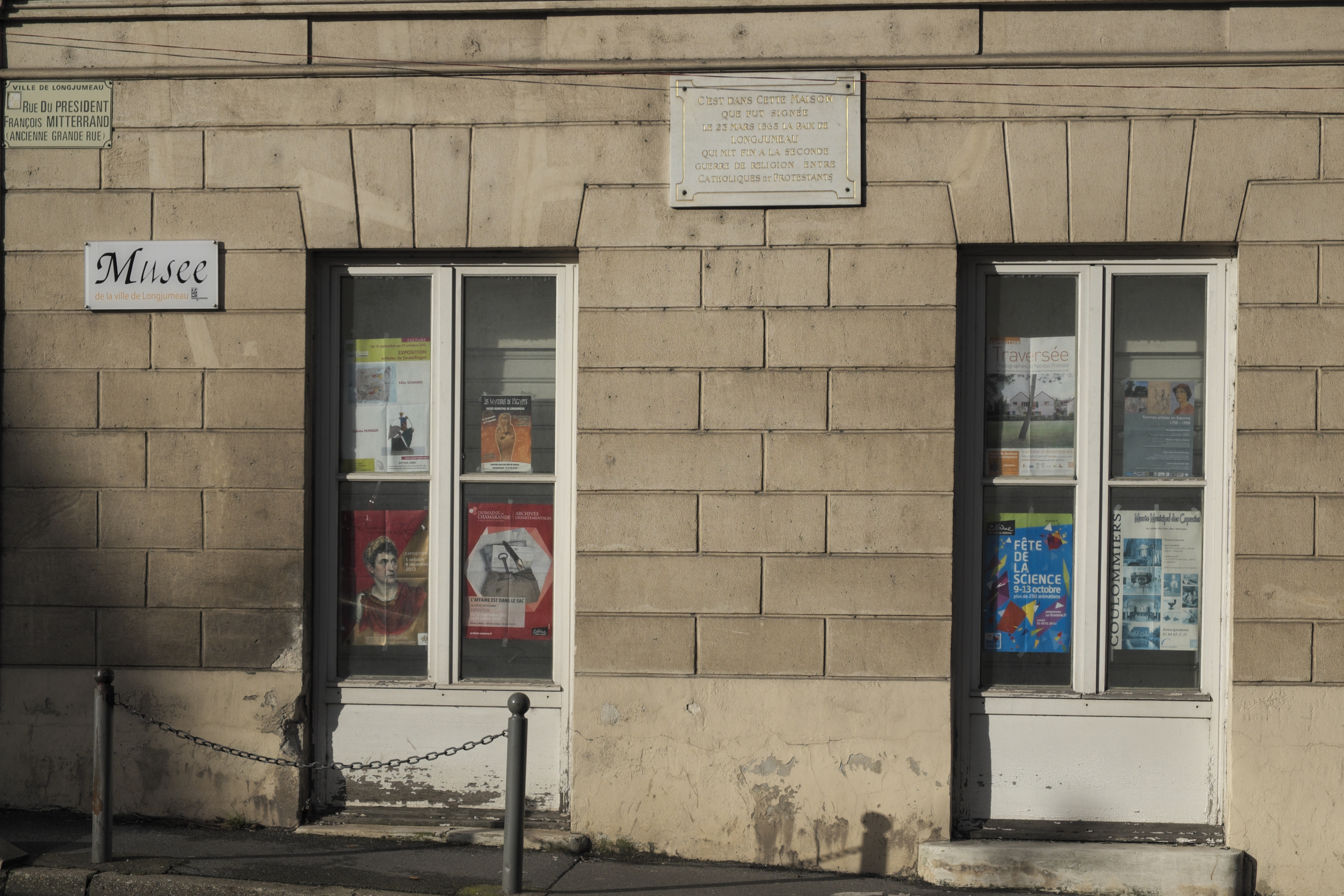
A longjumeau-i békekötést megörökítő emléktábla a szerződés aláírásának otthont adó épületen

A longjumeau-i béke (franciául la paix de Longjumeau), illetve az ezt szentesítő párizsi ediktum (l’édit de Paris) zárta le 1568. március 23-án a második francia vallásháborút.
Az első vallásháború harcainak 1563-ban a megbékélésinek nevezett amboise-i ediktum vetett véget. Ez a nemesség számára személyes vallásszabadságot biztosított, emellett – a városokon kívül, bailliságoként egy-egy helyen – lehetővé tette a protestáns vallásgyakorlatot. Medici Katalin, a régens anyakirályné néhány évre sikerre vitte a főleg Michel de L’Hospital kancellár által támogatott békepolitikát, amit elősegített a szélsőséges katolikus tábor két legfontosabb vezetője – François de Guise herceg és Saint-André marsall – halála. Hugenotta és katolikus főnemesek együtt hódították vissza Le Havre városát az angoloktól 1564-ben, és ez évben IX. Károly több mint kétéves országjárásra indult, hogy kikényszerítse a vallásbékét, egyben helyreállítsa a központi hatalom tekintélyét. A békemisszió látszólag sikerrel járt, ám a nyugalom nem volt tartós – az udvari befolyásukat az anyakirályné főként itáliai környezetétől féltő, továbbá az 1566-ban kitört, protestáns holland felkelés leverése miatt Franciaország határán megjelenő spanyol hadaktól és az ellenük mozgósított svájci zsoldosoktól egyaránt tartó hugenották 1567. szeptember 28-án megkísérelték katonai erővel elrabolni a királyt. Az ún. meaux-i meglepetés kudarcot vallott, és kirobbant a második vallásháború.
A konfliktus során I. Louis de Bourbon-Condé herceg blokád alá vette Párizst, ahonnan azonban a királyi erők a november 10-én vívott saint-denis-i csata során elűzték. Az ütközetben a mérsékelt katolikus tábor egyik vezéralakja, Anne de Montmorency connétable (főparancsnok) is elesett. Condé és a másik protestáns fővezér, Coligny admirális ezután lassanként Lotaringia felé vonult, várva a Pfalzból, III. Frigyes választófejedelemtől érkező erősítést, míg a királyi erők az uralkodó trónörökösi státuszú öccse, Anjou hercege vezetésével lassan követték őket – ők maguk János Vilmos szász–weimari hercegtől számítottak segéderőkre. Emberi és anyagi erőforrások hiányában egyik tábor sem vállalt komolyabb csatát. Mivel a János Kázmér pfalzi herceg vezette erők nem érkeztek meg, a protestáns erők Burgundiából nyugatra fordultak a Loire-völgy felé, ahol az admirális fivére, d’Andelot hadai gyülekeztek, és elfoglalták Blois-t és Chartres-t.
A kimerült felek ebben a helyzetben tárgyalásokba kezdtek, ahol a királyi, katolikus tábort az elesett connétable fia, François de Montmorency herceg, a protestánsokat pedig a harmadik Coligny fivér, a korábban katolikus bíborosként tevékenykedő Odet de Coligny képviselte. A békét Párizs közelében, Longjumeau-ban írták alá, a dauphin egyik házában. A tizenöt pontba szedett dokumentum helyreállította a háború előtti helyzetet, megerősítve az amboise-i ediktumban foglaltakat, egyben elutasítva bármiféle megtorlást. A protestánsok ismételt lázadása, valamint a túlzottan engedékenynek talált békefeltételek felháborították a szélsőséges katolikus tábor prominenseit – mindenekelőtt Charles de Guise reimsi hercegérseket és rokonait, illetve Anjou hercegét –, akik Anne de Montmorency halálával elvesztették egy tekintélyes, mérsékelt ellenfelüket is.  A békepolitika, ezáltal az azt képviselő Michel de L’Hospital kancellár helyzete tarthatatlanná vált, és az anyakirályné is a konfrontatív politika mellett köteleződött el.
Ennek fényében nem meglepő, hogy a béke ezúttal egyáltalán nem bizonyult tartósnak, valójában csak fegyverszünetnek volt tekinthető – mindkét fél a háború folytatására készült. A harmadik vallásháború már júliusban kirobbant, amikor a királyi erők megkísérelték elfogni Condét és Colignyt.

## A béke szövege
III. Paix de Longjumeau. Édit de Paris. Szerk. Bernard Barbiche et al.  L'édit de Nantes et ses antécédents (1562-1598). (franciául) L'École des chartes (2011)  (Hozzáférés: 2023. május 1.)